# Prolapsus de la glande nictitante (médecine vétérinaire)
Pour les autres types de prolapsus, voir Prolapsus.

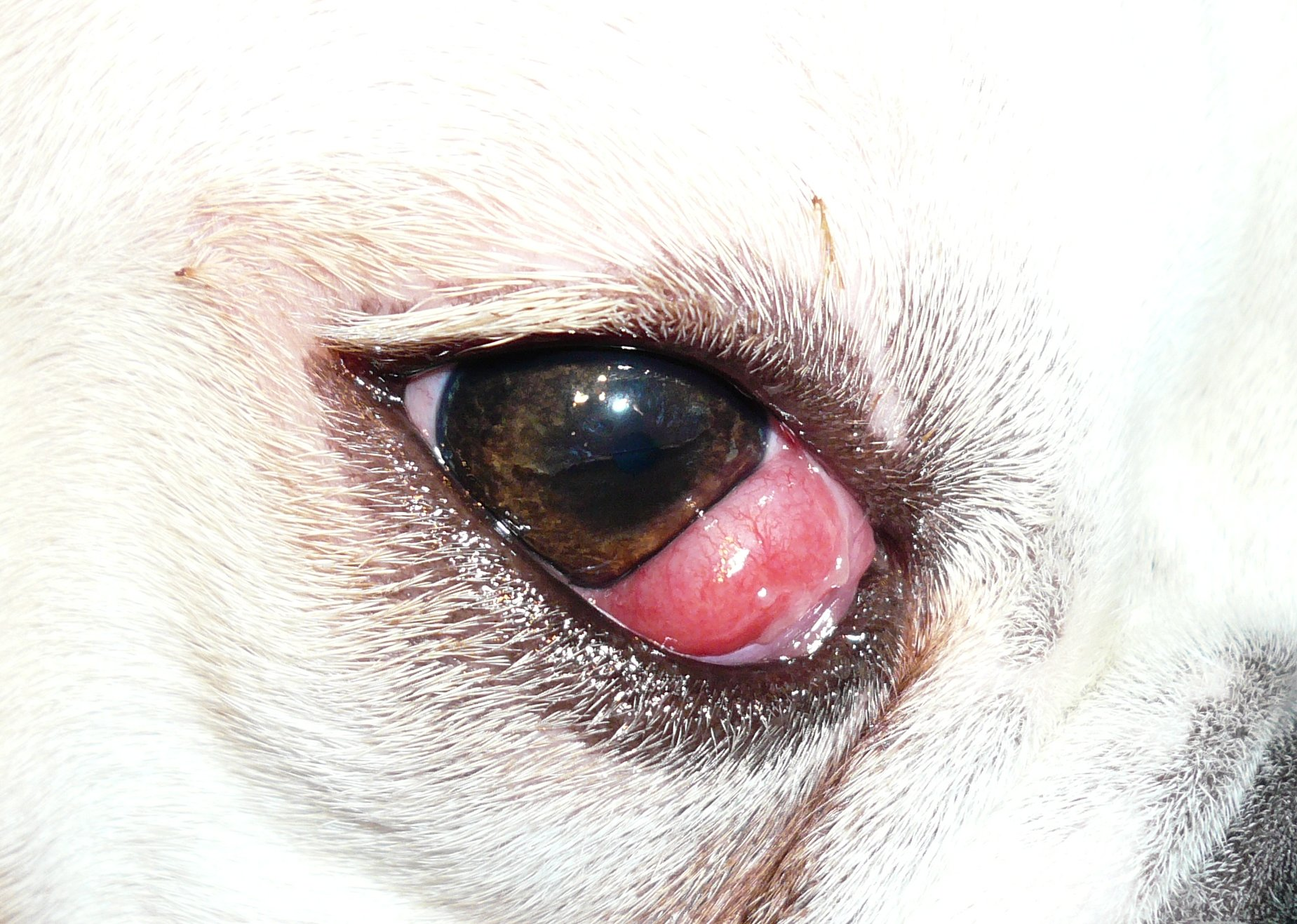
Prolapsus de la glande nictitante chez le chien.

Le prolapsus de la glande nictitante, ou encore luxation de la glande nictitante est une pathologie ophtalmologique observée en médecine vétérinaire et touchant la glande située à la face interne de la membrane nictitante. Elle a longtemps et incorrectement été décrite comme le prolapsus ou la luxation de la glande de Harder, qui, présente dans l'espèce humaine, chez les rongeurs, les lagomorphes ou encore le cochon, n’existe pas chez le chien.

## Expression clinique
La glande nictitante (improprement confondue avec la glande de Harder) est un organe lacrymal accessoire situé sur la face interne de la membrane nictitante. Chez certains animaux, comme le chien, le chat et le lapin, elle peut, à la suite d'une inflammation ou d'une hypertrophie, faire saillie sous le bord libre de la « troisième paupière ». Elle apparaît alors à l'air libre et se révèle sous forme d'une masse oblongue de couleur rose (« œil cerise »). La gêne occasionnée provoque souvent un larmoiement, voire une décharge purulente.

## Prédispositions raciales
Chez le chien, le prolapsus de la glande nictitante est fréquent chez les jeunes individus et certaines races sont particulièrement touchées : le beagle, le Lhassa Apso, le bulldog, le pékinois, le cocker, le dogue allemand, le boxer. Chez le chat, il se rencontre chez le burmese et le bombay.

## Traitement
Le prolapsus de la glande nictitante peut se résorber naturellement, mais le plus souvent, il est nécessaire de le réduire par voie chirurgicale. L'enfouissement de la glande est à préférer à sa résection, surtout chez les individus prédisposés à la kératite sèche. L'affection, même si elle est réduite dans les règles de l'art, prédispose 20 à 30 % des chiens atteints à la sécheresse oculaire dans les années qui suivent.